# Велі Каюм-хан
Велі Каюм-хан (тур. Veli Kayyum Han; узб. Vali Qayumxon 15 липня 1904 Ташкент — 13 серпня 1993, Дюссельдорф) — туркестанський ідеолог, узбецький націоналіст, антикомуніст, антирадянщик. Засновник Національного комітету об'єднання Туркестану, один з організаторів Туркестанського легіону. У післявоєнний період — активний діяч Антибільшовицького блоку народів.

## Біографія
Народився в сім'ї ташкентського (за іншими даними, бухарського) торговця. У Бухарі навчався в педагогічному технікумі. Дотримувався націоналістичних і антикомуністичних поглядів, належав до підпільної антирадянської організації «Кумек».
У 1922 році з ініціативи Абдурауф Фітрата група з 70 студентів була спрямована на навчання в Німеччину. У цій групі перебував і Велі Каюм. Закінчив в Берліні сільськогосподарську школу, потім Берлінський університет. Відмовився повертатися в СРСР і залишився в Німеччині. У 1926 був заочно засуджений в СРСР до страти.
Тісно співпрацював з лідером та ідеологом Туркестанської націоналістичної еміграції Мустафою Шокаєм, видавав разом з ним журнал «Яш Туркестан» . Встановив контакт з німецькими дипломатами та розвідниками.
Велі Каюмов був прихильником націонал-соціалізму, з ентузіазмом сприйняв прихід до влади НСДАП . Вважав Третій рейх союзником Туркестанського націоналізму.
Наприкінці 1941 року раптово помер Мустафа Шокай. Велі Каюм став лідером Туркестанської еміграції і став називатися Велі Каюм-хан. Заснував Національний комітет об'єднання Туркестану, взяв активну участь у формуванні Туркестанського легіону вермахту.
У той же час нацистські функціонери висловлювали думку, що Каюмов-хан «непридатний для виконання відведеної йому ролі, так як ставить своє марнославство вище спільної справи», схильний до вождизму, усуває здатних туркестанцев, що «завдало шкоди інтересам розвідувальних служб». При цьому Каюмов-хан вів розкішний спосіб життя, мав квартиру і персональний автомобіль. За свідченнями бійців Туркестанського легіону, в комітеті Каюмов-хана процвітали доноси, хабарництво, трайбалізм.
23 листопада 1944 року Каюм-хан привітав Празький маніфест і заявив про солідарність Туркестанського комітету з Комітетом визволення народів Росії . У той же час Каюм-хан зневажливо відхиляє пропозицію генерала Власова про співпрацю: «Ми будемо самостійною державою. З Росією ніяких справ мати не хочу!».
5 травня 1945 Велі Каюм-хан заарештований американською контррозвідкою в Марієнбаде за співпрацю з нацистами. Звільнений через півтора роки.
У повоєнні роки Велі Каюм-хан проживав в Західній Німеччині, спочатку в Мюнхені і Міндені, потім в Дюссельдорфі . Був помітною фігурою антикомуністичної еміграції, продовжував керувати НКОТ. Орієнтувався швидше на Велику Британію, ніж на США.
У свій час Каюм-хан входив до складу керівної ради Антибільшовицького блоку народів.
Після розпаду СРСР Велі Каюм-хан побував в незалежних Узбекистані і Казахстані . Точна дата відвідування незрозуміла, оскільки в одних джерелах вказується 1995 рік, тоді як Каюм-хан помер в 1993.